# Цимбал Віктор Олексійович
Ві́ктор Олексі́йович Ци́мбал (* 12 січня 1951, Джулинка, Вінницька область) — поет, сатирик-гуморист. Член Національної спілки письменників України з 2024 року.

## Біографія
Народився 12 січня 1951 р. в с. Джулинка Бершадського (тепер Гайсинського) району на Вінниччині в родині вчителя іноземних мов. По закінченні 1968 р. середньої школи в рідному селі й невдалої спроби вступити до Львівського університету опинився в ПТУ № 95 м. Білозерська на Донеччині, де здобув фах електрослюсаря. Армійську службу пройшов у Забайкаллі в ракетних військах стратегічного призначення. Після армії 1971 р. вступив на факультет журналістики Київського державного університету ім. Т. Г. Шевченка, звідки вже наступного року був відрахований за покладання квітів до пам'ятника Кобзареві в Києві 22 травня 1972 року, в день перепоховання його праху в Каневі, з формулюванням «за политическую близорукость и пособничество украинским буржуазным националистам».
Відтоді працював за різними спеціальностями — на Київському редукторному заводі, в райгазеті м. Хромтау в Казахстані, на будовах за кордоном, нафтопромислах Тюмені. Довгий час був художником-оформлювачем на різних підприємствах м. Вінниці. До виходу на пенсію працював малярем рембуддільниці Вінницького комбінату хлібопродуктів № 2, що в селищі Десна Вінницького району.
Одружений. Виховав трьох доньок. Живе у с. Десна під Вінницею.

## Літературна діяльність
Поет, сатирик-гуморист. Хоча писав і епізодично друкувався змолоду, книги почали з'являтися тільки останніми роками.
Автор книжок: «Час вибирати» (2015), «Дорога до себе» (2015, 2016), «Карикатури з натури» (2017), «До Тараса» (2018), «Закодований дощ» (2021, 2022); публікацій у центральній і регіональній періодиці — в газетах «Бершадський край», «Вінниччина», «Подолія», «33 канал», «Молодь України», «Сільські вісті». З 2007 р. він є постійним автором журналу «Вінницький край», часопису «Русалка Дністровая» (2020). Вірші друкувалися у колективних альманахах, збірниках та мистецьких альбомах «Горлиця», «На зеленому листі» ЛІТО «Поетичний чайник, чи акустика рим» (2017), «Вулицями Вінниці» (2019), «Буг то є Бог» (2022), «Друкованого слова стоголосся» (2022) та ін. У періодиці надруковані спогади про Володимира Забаштанського, Івана Волошенюка, Валерія Лазаренка.

## Відзнаки
Лауреат літературних премій ім. М. Стельмаха (2014), ім. П. Добрянського (2018), ХІХ загальнонаціонального конкурсу «Українська мова — мова єднання» (Одеса, 2018), ІХ всеукраїнського фольклорно-етнографічного фестивалю ім. Василя Верховинця «Золоті ключі» (Київ, 2018), премії ім. Л. Гавриша (2020), дипломант всеукраїнської літературної премії ім. С. Руданського (2018).
25 квітня 2024 р. рішенням секретаріату Національної спілки письменників України поповнив її лави.